# Sibirskij
Sibirskij (in russo Сибирский?) è un insediamento di tipo urbano del Territorio dell'Altaj (Siberia Occidentale), in Russia. È un'entità amministrativo-territoriale chiusa (ZATO) e forma il distretto urbano ZATO Sibirskij. 
La località si trova nel nord-est del Territorio dell'Altaj, a circa 44 km dalla capitale Barnaul. 